# Ȏ
La O con breve invertido (mayúscula: Ȏ minúscula: ȏ), es un grafema utilizado en la fonología o notación poética del croata o esloveno. Esta es la letra O diacrítica con un acento breve invertido.

## Codificación
La o con breve invertido se puede representar con los siguientes caracteres Unicode :
| forma     | representación | Puntos de código | descripción                                  |
| --------- | -------------- | ---------------- | -------------------------------------------- |
| Mayúscula | Ȏ              | U+020E           | letra mayúscula latina o con breve invertido |
| minúscula | ȏ              | U+020F           | letra minúscula latina o con breve invertido |